# Opilio lederi
Opilio lederi is een hooiwagen uit de familie echte hooiwagens (Phalangiidae).